# Stichillus venustus
Stichillus venustus är en tvåvingeart som beskrevs av Borgmeier 1935. Stichillus venustus ingår i släktet Stichillus och familjen puckelflugor.
Artens utbredningsområde är Costa Rica. Inga underarter finns listade i Catalogue of Life.